# 陳价 (正統進士)
陳价（1416年—？年），字維藩，四川重慶府合州銅梁縣人，匠藉。

## 生平
十一月二十四日生，行一，治《易經》，由州學生中式四川鄉試第二十四名舉人，年二十四歲中式正統四年己未科會試第三十五名，第三甲第十二名進士。

## 家族
曾祖陳文明；祖陳志賢；父陳瑀；母鮑氏。具慶下，妻馮氏，弟僑；倜；倫；佾；脩。